# 亚历山大·米利恰科夫
亚历山大·伊万诺维奇·米利恰科夫（俄语：Александр Иванович Мильчаков，1903年—1973年），前苏联早期政治人物，1928年至1929年担任共青团中央委员会第一书记。

## 生平
1903年生于维亚特卡一铁路工人家庭。十月革命后，于1918年加入共青团，1919年加入俄国共产党（布尔什维克），先后担任俄国共青团彼尔姆省委书记、上烏拉爾斯克市委书记。1921年10月，开始担任俄国共青团中央委员会负责东南区域事务的书记。之后领导成立了西伯利亚共青团。1927年至1928年担任乌克兰共青团中央委员会第一书记，1928年至1929年担任全联盟共青团中央委员会第一书记。
联共（布）十二大至十七大代表。俄国共青团第二至第九届大会代表。青年共产国际第三至第五届大会代表。1924年共产国际第五次代表大会代表。1925年至1934年，联共（布）中央监察委员会委员。苏联中央执行委员会候补委员。
1932年至1938年，在贝加尔金矿开采工业总局工作。1938年底在大清洗中因反党反革命罪名被捕。被关入諾里爾斯克、马加丹的古拉格接受劳动改造，长达15年之久。
1954年恢复名誉。1956年退休。1973年在莫斯科去世。安葬于新圣女公墓。
获列宁勋章、劳动红旗勋章各一枚，奖章多枚。著有《第一个十年：老共青团员的回忆》，1959年莫斯科首版。